# Tatiana Morózova
Tatiana Morózova –en ruso, Татьяна Морозова– (nacida como Tatiana Kolésnikova, 23 de julio de 1993) es una deportista rusa que compite en lucha libre. Ganó una medalla de bronce en el Campeonato Europeo de Lucha de 2019, en la categoría de 72 kg.

## Palmarés internacional
| Campeonato Europeo | Campeonato Europeo | Campeonato Europeo | Campeonato Europeo |
| Año                | Lugar              | Medalla            | Categoría          |
| ------------------ | ------------------ | ------------------ | ------------------ |
| 2019               | Bucarest (Rumania) | Medalla de bronce  | 72 kg              |